# Record d'Europe de l'heptathlon
Pour un article plus général, voir Records d'Europe d'athlétisme.
Le record d'Europe de l'heptathlon appartient à la Suédoise Carolina Klüft qui réalise un total de 7 032 points le 26 août 2007 lors des championnats du monde d'Osaka au Japon.
Le record d'Europe en salle de l'heptathlon, disputé exclusivement par les hommes, est actuellement la propriété du Norvégien Sander Skotheim avec 6 558 points, établis le 7 mars 2025 à Apeldoorn.

## Record d'Europe masculin (en salle)
L'heptathlon en salle est une épreuve exclusivement masculine.  
Le record d'Europe est actuellement la propriété du Norvégien Sander Skotheim avec 6 558 pts, établis le 7 mars 2025 à Apeldoorn.
| Points | Athlète           | Date            | Lieu            |
| ------ | ----------------- | --------------- | --------------- |
| 6 273  | Christian Plaziat | 11 février 1990 | Nogent-sur-Oise |
| 6 289  | Christian Plaziat | 2 février 1992  | Nogent-sur-Oise |
| 6 418  | Christian Plaziat | 29 février 1992 | Gênes           |
| 6 424  | Tomáš Dvořák      | 26 février 2000 | Gand            |
| 6 438  | Roman Šebrle      | 7 mars 2004     | Budapest        |
| 6 479  | Kevin Mayer       | 5 mars 2017     | Belgrade        |
| 6 484  | Sander Skotheim   | 2 février 2025  | Tallinn         |
| 6 558  | Sander Skotheim   | 7 mars 2025     | Apeldoorn       |

## Record d'Europe féminin (plein air)
6 records d'Europe féminins de l'heptathlon ont été homologués par l'AEA.
| Points                         | Équivalence table actuelle | Athlète                      | Nation             | Date         | Lieu    |
| ------------------------------ | -------------------------- | ---------------------------- | ------------------ | ------------ | ------- |
| Tables de l'heptathlon de 1971 |                            |                              |                    |              |         |
| 6 716                          | 6 788                      | Ramona Neubert               | Allemagne de l'Est | 28 juin 1981 | Kiev    |
| 6 772                          | 6 845                      | Ramona Neubert               | Allemagne de l'Est | 20 juin 1982 | Halle   |
| 6 836                          | 6 935                      | Ramona Neubert               | Allemagne de l'Est | 19 juin 1983 | Moscou  |
| 6 867                          | 6 946                      | Sabine Paetz                 | Allemagne de l'Est | 6 mai 1984   | Potsdam |
| Tables de l'heptathlon de 1985 |                            |                              |                    |              |         |
| 7 007                          | 7 007                      | Larisa Nikitina-Turchinskaya | Russie             | 11 juin 1989 | Briansk |
| 7 032                          | 7 032                      | Carolina Klüft               | Suède              | 26 août 2007 | Osaka   |